# Лодергілл
Лодергілл (англ. Lauderhill) — місто (англ. city) в США, в окрузі Бровард на південному сході штату Флорида, на узбережжі Атлантичного океану. Населення — 74 482 особи (2020). Місто входить до агломерації Форт-Лодердейл-Помпано-Біч-Дірфілд-Біч з населенням 1766 476 осіб (2009 рік), що є підагломерацією Маямі-Форт-Лодердейл-Помпано-Біч з загальним населенням 5 547 051 особа (2009 рік).
Напочатку місцевість називалася Саннидейл. Місто утворене 1959 року.
Середньодобова температура липня — , січня — . Щорічні опади — мм з піком на місяці.
Лодергілл є містом єврейських пенсіонерів і «снігових пташок» з північних штатів (людей з північних штатів що проводять зиму на півдні).

## Географія
Лодергілл розташований за координатами 26°9′40″ пн. ш. 80°13′25″ зх. д. / 26.16111° пн. ш. 80.22361° зх. д. (26.161065, -80.223696).  За даними Бюро перепису населення США в 2010 році місто мало площу 22,17 км², з яких 22,09 км² — суходіл та 0,08 км² — водойми.

## Демографія
Згідно з переписом 2010 року, у місті мешкало 66 887 осіб у 24 826 домогосподарствах у складі 16 156 родин. Густота населення становила 3017 осіб/км².  Було 29519 помешкань (1332/км²).
Расовий склад населення:
| - 75,9 % — чорних або афроамериканців - 18,2 % — білих - 1,6 % — азіатів - 0,3 % — корінних американців - 1,5 % — осіб інших рас |

До двох чи більше рас належало 2,5 %. Частка іспаномовних становила 7,4 % від усіх жителів.
За віковим діапазоном населення розподілялося таким чином: 25,6 % — особи молодші 18 років, 61,5 % — особи у віці 18—64 років, 12,9 % — особи у віці 65 років та старші. Медіана віку мешканця становила 35,5 року. На 100 осіб жіночої статі у місті припадало 84,6 чоловіків;  на 100 жінок у віці від 18 років та старших — 78,9 чоловіків також старших 18 років.
Середній дохід на одне домашнє господарство  становив 48 626 доларів США (медіана — 37 429), а середній дохід на одну сім'ю — 55 027 доларів (медіана — 43 602). Медіана доходів становила 32 186 доларів для чоловіків та 31 079 доларів для жінок. За межею бідності перебувало 23,1 % осіб, у тому числі 33,5 % дітей у віці до 18 років та 17,3 % осіб у віці 65 років та старших.
Цивільне працевлаштоване населення становило 31 312 осіб. Основні галузі зайнятості: освіта, охорона здоров'я та соціальна допомога — 27,6 %, роздрібна торгівля — 14,4 %, науковці, спеціалісти, менеджери — 12,2 %, мистецтво, розваги та відпочинок — 10,9 %.